# 毛見龍
毛見龍（1651年2月27日（順治八年二月八日）—1697年10月27日（康煕三十六年九月十三日）），和名嵩原親方安依，童名思德，號紫雲，琉球國第二尚氏王朝政治家、三司官。毛氏美里殿內一世。
毛見龍是毛晟旭（新城親方安充）的第三子。康煕七年（1668年），賜具志川間切天願地頭職。康煕十一年（1672年），轉任國頭間切邊土名地頭職。康煕十二年（1673年），任御雙紙庫理職、轉任眞和志間切總地頭職，賜知行高五十斛，稱識名親雲上安依。
康熙十九年（1680年），以耳目官的身份，與正議大夫梁邦翰（國吉親雲上）一起前往清朝進貢，請求冊封尚貞為王。由於琉球航海道遠，清朝的禮部奏請以暹羅之例停止派遣冊封使，而是讓貢使直接將冊封的勅誥帶回。毛見龍等得知後，堅決請求派遣冊封使，由禮部轉達奏聞，得到康熙帝的允許。翌年歸國。康熙二十一年（1682年），為禀報進貢使回國事，與存留通事蔡應瑞（高良通事親雲上）一起出使薩摩藩。
康熙二十九年（1690年），任久米島檢者，作成備忘錄《久米島規模帳》。同年十一月四日（12月4日）被任命為三司官。康煕三十六年正月九日（1697年1月31日），轉任美里間切總地頭職。同年九月十三日（10月27日）卒，壽四十七歲。
康熙四十八年十一月十七日（1709年12月17日），追贈紫地浮織冠。

## 家族
- 父：毛晟旭（新城親方安充）
- 母：眞津比樽（號一庵。毛泰運（豐見城盛良）女）

- 室：諸見里翁主（尚質王之女）
  - 長女：眞牛金（具志堅按司。嫁毛氏具志川親方盛昌）
  - 長男：毛秉仁（美里親方安滿）
  - 次男：安慶
  - 次女：思戸（號桂岳。嫁向氏惣慶親雲上朝衛，後離別。再嫁馬氏宮平親方良康）
  - 三男：友寄安乘
  - 四男：安昆
  - 五男：安禎
  - 三女：眞牛（嫁向氏久志按司朝右）
  - 四女：眞鶴（號朝光。嫁慍氏森山親雲上紹長）
  - 六男：安吉
  - 七男：安邑